# Ariadne celebensis
Ariadne celebensis es una especie de lepidóptero de la familia Nymphalidae, del género Ariadne.

## Localización
Esta especie se localiza en las islas Célebes.